# Bismuth
Bismuth là một nguyên tố hóa học trong bảng tuần hoàn có ký hiệu Bi và số nguyên tử 83. Nó là một kim loại yếu giòn, nặng, kết tinh màu trắng ánh hồng, có hóa trị chủ yếu là +3 và có các tính chất hóa học tương tự như asen và antimon. Trong số các kim loại thì nó là chất có độ nghịch từ lớn nhất và chỉ có thủy ngân là có độ dẫn nhiệt thấp hơn. Các hợp chất của bismuth không lẫn chì đôi khi được sử dụng trong mỹ phẩm và một số ứng dụng y học.

## Các đặc trưng nổi bật

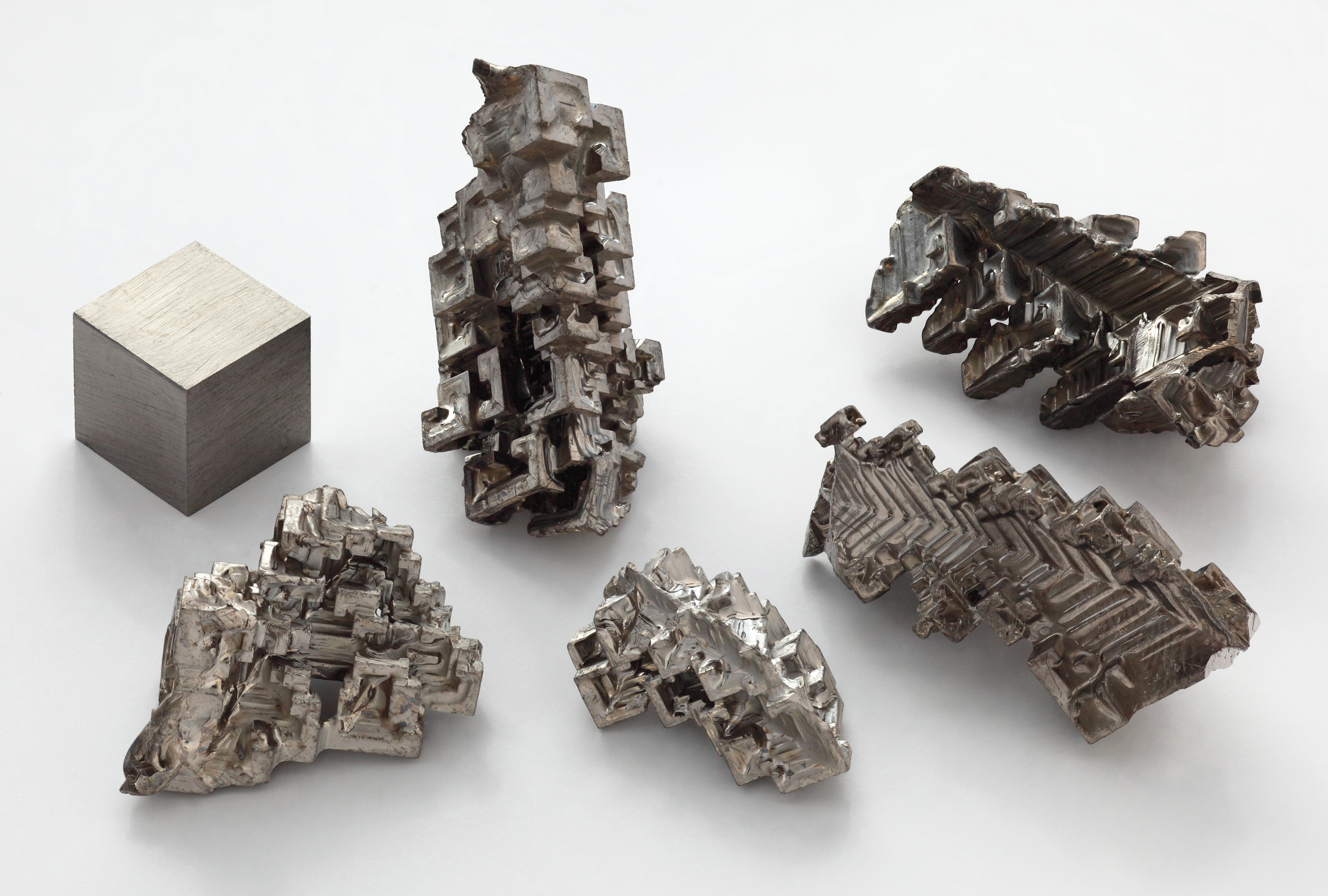
Các tinh thể bismuth đã được điện phân

Nó là một kim loại giòn với sắc hồng và các vết xỉn óng ánh nhiều màu. Trong số các kim loại nặng, bismuth là bất thường do độ độc tính của nó thấp hơn nhiều so với của các nguyên tố cận kề trong bảng tuần hoàn như chì, tali và antimon. Thông thường, nó cũng được coi là nguyên tố có đồng vị ổn định nặng nhất, nhưng hiện nay người ta đã biết rằng điều này không hoàn toàn đúng (xem dưới đây). Không có kim loại nào là nghịch từ tự nhiên nhiều hơn bismuth (khác với tính siêu nghịch từ). Điều này diễn ra trong dạng tự nhiên của nó và nó có trở kháng cao. Trong số các kim loại, nó có độ dẫn nhiệt kém, chỉ hơn thủy ngân và là kim loại có hiệu ứng Hall cao nhất. Khi cháy với oxy, bismuth cháy với ngọn lửa màu xanh lam và oxide của nó tạo ra khói màu vàng.
Đã từ lâu, trên cơ sở lý thuyết người ta cho rằng bismuth là không ổn định, nhưng chỉ đến năm 2003 thì điều này mới được chứng minh khi các nhà nghiên cứu tại Institut d'Astrophysique Spatiale ở Orsay, Pháp đã đo đạc được chu kỳ bán rã theo phân rã alpha của Bi209 là 1,9 × 1019 năm, điều này có nghĩa là bismuth là một chất phóng xạ rất chậm, với chu kỳ bán rã gấp cả hàng tỷ lần tuổi vũ trụ mà hiện nay người ta đã ước tính. Do chu kỳ bán rã quá lớn này, bismuth có thể coi là ổn định và không phóng xạ. Các thực phẩm thông thường, cũng như cơ thể của chúng ta chứa một lượng đáng kể C14 có tính phóng xạ gấp hàng nghìn lần so với bismuth. Tuy nhiên, tính phóng xạ là sự quan tâm của giới khoa học do bismuth là một trong ít các nguyên tố mà tính phóng xạ đã được dự báo trước trên lý thuyết, trước khi được phát hiện trong phòng thí nghiệm.

## Ứng dụng
Oxyclorua bismuth được sử dụng nhiều trong mỹ phẩm. Subnitrat bismuth và subcacbonat bismuth được sử dụng trong y học. Subsalicylat bismuth (Pepto-Bismol®) được dùng làm thuốc chống bệnh tiêu chảy.  Lưu trữ ngày 28 tháng 7 năm 2005 tại Wayback Machine
Một số ứng dụng khác là:
- Nam châm vĩnh cửu mạnh có thể được làm ra từ hợp kim bismanol (MnBi).
- Nhiều hợp kim của bismuth có điểm nóng chảy thấp và được dùng rộng rãi để phát hiện cháy và hệ ngăn chặn của các thiết bị an toàn cháy nổ.
- Bismuth được dùng để sản xuất thép dễ uốn.
- Bismuth được dùng làm chất xúc tác trong sản xuất sợi acrylic.
- Nó cũng dược dùng trong cặp nhiệt điện (bismuth có độ âm điện cao nhất).
- Vật chuyên chở các nhiên liệu U235 hay U233 cho các lò phản ứng hạt nhân.
- Bismuth cũng được dùng trong các que hàn. Một thực tế là bismuth và nhiều hợp kim của nó giãn nở ra khi chúng đông đặc lại làm cho chúng trở thành lý tưởng cho mục đích này.
- Subnitrat bismuth là thành phần của men gốm, nó tạo ra màu sắc óng ánh của sản phẩm cuối cùng.
- Bismuth đôi khi được dùng trong sản xuất các viên đạn. Ưu thế của nó so với chì là nó không độc, vì thế nó là hợp pháp tại Anh để săn bắn các loại chim vùng đầm lầy.

Những năm đầu thập niên 1990, các nghiên cứu bắt đầu đánh giá bismuth là sự thay thế không độc hại cho chì trong nhiều ứng dụng:
- Như đã nói trên đây, bismuth được sử dụng trong các que hàn; độc tính thấp của nó là đặc biệt quan trọng cho các que hàn dùng trong các thiết bị chế biến thực phẩm.
- Một thành phần của men gốm sứ.
- Một thành phần trong đồng đỏ.
- Thành phần trong thép dễ cắt cho các chi tiết có độ chính xác cao của máy móc.
- Một thành phần của dầu hay mỡ bôi trơn.
- Vật liệu nặng thay chì trong các chì lưới của lưới đánh cá.

## Tinh thể
Mặc dù không được nhìn thấy nhiều trong tự nhiên, nhưng bismuth có độ tinh khiết cao có thể tạo thành các tinh thể phễu đặc trưng. Các vật tạo ra trong phòng thí nghiệm đầy màu sắc này nói chung được bán cho những người có sở thích sưu tập đồ kỳ dị.

## Lịch sử
Bismuth (tiếng Latinh bisemutum từ tiếng Đức Wismuth, có lẽ là từ weiße Masse, "khối màu trắng") trong thời kỳ đầu đã bị nhầm lẫn với thiếc và chì do sự tương tự của chúng. Claude Geoffroy le Jeune (Claude Geoffroy trẻ) năm 1753 đã chỉ ra rằng kim loại này là khác hẳn chì.

## Sự phổ biến
Các quặng bismuth quan trọng nhất là bismuthhinit và bitmit. Canada, Bolivia, Nhật Bản, México và Peru là các nhà sản xuất chính. Bismuth sản xuất tại Hoa Kỳ là sản phẩm phụ thu được từ sản xuất đồng, vàng, bạc, thiếc và đặc biệt là chì. Năm 2000, giá trung bình của bismuth là 7,70 USD trên 1 kg.